# Drest I
Drest I, també conegut amb el nom de Drest mac Erip, va ser rei dels pictes del 412 al 452.
Drest, fill d'Erip, és el primer rei de les llistes de les diverses versions de la Crònica picta que se'l considera històric i hauria succeït al rei llegendari Talorc mac Achiuir. Els documents diuen d'ell l'haver «regnat 100 anys i participat en 100 batalles». Davant la invasió dels angles, bretons i escots, que va seguir la retirada dels romans, va aconseguir establir el control de gran part del nord de la Gran Bretanya.
La Crònica picta precisa que el bisbe Sant Patrici hauria arribat a Irlanda durant el 19è any del seu regnat, o sigui el 432 segons la data tradicional estipulada als Annals d'Ulster. La Crònica picta també afirma que va exiliar el seu germà Nechtan a Irlanda. Joan de Fordun el confon amb el seu germà Nechtan quan afirma que Drest va regnar durant 45 anys coïncidint en el temps amb Pal·ladí en comptes de Patrici. Aquesta indicació cronològica permet d'atorgar a aquest monarca un regne d'una durada del voltant de 40 anys. La data del 452 s'acostaria a la de l'any 449, que els Annals de Clonmacnoise marquen com la de la seva mort.